# Штефан Фурдек
Штефан Фурдек (словац. Štefan Furdek, псевдоніми: Татранський Благослав, Трстенський; нар. 2 вересня 1855, Трстена, Австро-Угорщина — пом. 18 січня 1915, Клівленд, Огайо, США) — словацький громадський та релігійний діяч, римо-католицький священник, письменник та журналіст.

## Життєпис
Навчався у гімназіях в Банській Бистриці та Нітрі, на богословському факультеті Будапештського університету в 1877—1879 роках. Вивчав класичну філологію та теологію в Празі у 1879—1882 роках. 
1882 року переїхав у США, в Клівленд. Навчався у семінарії Святої Марії і 2 липня 1882 року був висвячений на священника. Він став першим парохом церкви Богоматері Лурдської у Клівленді, де прослужив 32 роки. У Клівленді видавав словацькі підручники та періодику, створював мережу словацьких шкіл та осередків культури. 
4 вересня 1890 року в Клівленді Штефан Фурдек засновав Першу католицьку словацьку спілку, одну з найстаріших словацьких організацій у США.
1907 року Штефан Фурдек заснував Словацьку Лігу в Америці, його було обрано першим головою цієї організації. Фурдек був серед заснувників словацьких організацій: Асоціації словацьких журналістів та Центрального словацького національного комітету.
Штефан Фурдек організував акції на підтримку словацького культурного життя у Словаччині та акцію протесту проти національної політики Австро-Угорщини, а згодом Угорського королівства.
Помер 18 січня 1915 року в Клівленді, штат Огайо від цукрового діабету. Похований на цвинтарі Голгофа у Клівленді.

## Вшанування пам'яті
Іменем Штефана Фурдека названі вулиці у словацьких містах Петржалка, Жиліна, П'єштяни, Мартин та Трстена. У Братиславі йому встановлено пам'ятник, а в Клівленді — бюст, у міському Культурному саду. 
У 1944 році в США на його честь було названо транспортне судно класу ліберті «SS Stephen Furdek», яке відзначилось у битві за Лейте, та було нагороджене Бойовою зіркою.